# Martha Washington
Martha Dandridge Custis Washington (Virgínia, 13 de junho de 1731 — Virgínia, 22 de maio de 1802) foi esposa de George Washington, o primeiro presidente dos Estados Unidos. Embora o título não tenha sido cunhado até depois de sua morte, Martha Washington serviu como a primeira primeira-dama dos Estados Unidos. Durante sua vida, ela era frequentemente chamada de "Lady Washington".
Anteriormente, Martha foi casada com Daniel Parke Custis, com quem teve quatro filhos, mas ficou viúva aos 25 anos. De seus filhos com Curtis, apenas dois chegaram à idade adulta. Com a fortuna obtida pelo casamento, Curtis pode comprar várias terras para sua fazenda. Junto de seu dote vieram 84 escravizados. Eles retornaram para as terras de seu primeiro marido com sua morte e as terras foram depois divididas entre seus herdeiros. O casal Washington não teve filhos juntos, mas George criou seus dois filhos sobreviventes.

## Biografia
Martha nasceu em 13 de junho de 1731 na fazenda da família em Chestnut Grove, na colônia da Virgínia. Era a filha mais velha de John Dandridge (1700–1756), um fazendeiro de Virgínia, imigrante da Inglaterra e sua esposa Frances Jones (1710–1785), nascida na colônia, mas de origem galesa, inglesa e francesa. Martha teve três irmãos e quatro irmãs: John (1733–1749), William (1734–1776), Bartholomew (1737–1785), Anna Maria "Fanny" Bassett (1739–1777), Frances Dandridge (1744–1757), Elizabeth Aylett Henley (1749–1800), and Mary Dandridge (1756–1763).
Martha também tinha uma meia-irmã ilegítima, Ann Dandridge Costin, nascida na escravidão. Sua mãe tinha origem africana e Cherokee e seu pai, acredita-se, seja John Dandridge. É possível que seu pai também tenha gerado um meio irmão, chamado Ralph Dandridge, provavelmente com uma mulher branca.

## Primeiro casamento

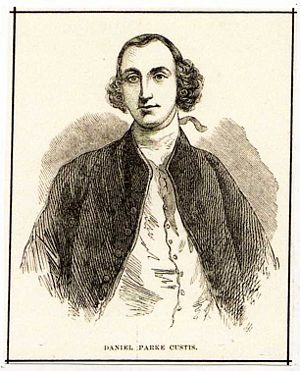
Daniel Park Custis

Em 15 de maio de 1750, aos 18 anos, Martha se casou com Daniel Parke Custis, um fazendeiro vinte anos mais velho que ela e se mudou para a sua casa, na fazenda de White House, ao sul do rio Pamunkey, alguns quilômetros acima de Chestnut Grove. O casal teve quatro filhos juntos: Daniel, Frances, John e Martha. Daniel (1751–1754) e Frances (1753–1757) morreram ainda na infância. Os dois outros, chegaram à idade adulta.
A morte de seu marido em 1757 deixou Martha uma viúva muito rica aos 25 anos, com total controle sobre seu dote e com um fundo para cuidar de suas crianças. Sua propriedade tinha mais de sete mil hectares e 300 escravizados, além de investimentos feitos pelo marido e dinheiro vivo. Martha se mostrou uma comerciante e fazendeira bastante hábil, negociando contratos com mercadores sobre seu tabaco e conseguindo os melhores preços.

## Segundo casamento
Martha, aos 27 anos, e George Washington, aos 26, se casaram em 6 de janeiro de 1759, na fazenda de White House. Como alguém que já possuía terras na região, é provável que George conhecesse Martha e seu marido antes da morte de Custis. Em março de 1758, ele a visitou duas vezes na casa da família e na segunda vez ele apareceu com uma proposta de casamento. Na época ela vinha sendo cortejada também pelo fazendeiro Charles Carter, um homem ainda mais rico que Washington.
Foi uma grande festa de casamento e o casal passou a lua de mel na casa da fazenda White House por várias semanas antes de se mudarem definitivamente para a residência de George em Mount Vernon. O casal não teve filhos juntos, mas George criou os dois filhos de Martha com Custis como seus. Em 1773, sua filha Martha morreu aos 16 anos, durante uma convulsão causada por epilepsia. John Custis largou os estudos no King's College para se casar com Eleanor Calvert em fevereiro de 1774. John foi o ajudante de George durante a Batalha de Yorktown, em 1781, durante a Guerra de Independência dos Estados Unidos, mas John morreu devido à "febre do campo", provavelmente uma epidemia de tifo. Após a sua morte, o casal Washington criou os dois filhos mais novos dos quatro filhos que John e Eleanor tivera. As outras duas meninas permaneceram ao lado da mãe.
Martha também foi membro ativo nas campanhas de George Washington. Ela era figura presente nos acampamentos de inverno das tropas do marido e ajudava a manter a moral dos soldados nos períodos mais difíceis.

## Primeira-dama dos Estados Unidos 1789–1797
Após a guerra, Martha não apoiou totalmente o fato de Washington concordar em ser presidente dos recém-formados Estados Unidos. Uma vez que ela assumiu a função de primeira-dama (termo usado só mais tarde), ela cuidou de muitos assuntos de estado em Nova York e Filadélfia durante seus anos como capitais temporárias da nova nação. A socialização ficou conhecida como "o Tribunal Republicano".
Em julho de 1790, o artista John Trumbull deu-lhe um retrato de corpo inteiro do general George Washington como presente. Foi exibido em sua casa em Mount Vernon, na Nova Sala.

## Morte
A saúde de Martha já era precária na época da morte de George Washington. Dois anos e meio depois, em 22 de maio de 1802, Martha morreu anos 70 anos. Ela foi sepultada no jazigo de George Washington, em Mount Vernon. Em 1831, os corpos foram transferidos, junto de outros membros da família, para uma estrutura semelhante, porém mais nova, ainda em Mount Vernon.